# Klidí (Béotie)
Klidí, en grec moderne : Κλειδί, est un village du dème de Tanagra, dans le district régional de Béotie, en Grèce-Centrale.
Selon le recensement de 2011, la population du village s'élève à 368 habitants.